# Meridià 74 a l'est
El meridià 74 a l'est de Greenwich és una línia de longitud que s'estén des del pol Nord travessant l'oceà Àrtic, Àsia, l'oceà Índic, l'oceà Antàrtic i l'Antàrtida fins al pol Sud.
El meridià 74 a l'est forma un cercle màxim amb el meridià 106 a l'oest. Com tots els altres meridians, la seva longitud correspon a una semicircumferència terrestre, uns 20.003,932 km. Al nivell de l'Equador, és a una distància del meridià de Greenwich de 8.238 km.

## De Pol a Pol
Començant en el pol Nord i dirigint-se cap al pol Sud, aquest meridià travessa:
| Coordenades                             | País, territori o mar        | Notes                                                                                          |
| --------------------------------------- | ---------------------------- | ---------------------------------------------------------------------------------------------- |
| 90° 0′ N, 74° 0′ E / 90.000°N,74.000°E  | Oceà Àrtic                   |                                                                                                |
| 81° 6′ N, 74° 0′ E / 81.100°N,74.000°E  | Mar de Kara                  |                                                                                                |
| 73° 0′ N, 74° 0′ E / 73.000°N,74.000°E  | Golf de l'Obi                | Passa a l'oest de l'illa Xokalski, Rússia                                                      |
| 71° 54′ N, 74° 0′ E / 71.900°N,74.000°E | Rússia                       | Península de Guidan                                                                            |
| 70° 48′ N, 74° 0′ E / 70.800°N,74.000°E | Golf de l'Obi                |                                                                                                |
| 70° 16′ N, 74° 0′ E / 70.267°N,74.000°E | Rússia                       | Península de Guidan                                                                            |
| 69° 5′ N, 74° 0′ E / 69.083°N,74.000°E  | Golf de l'Obi                |                                                                                                |
| 67° 19′ N, 74° 0′ E / 67.317°N,74.000°E | Rússia                       |                                                                                                |
| 53° 38′ N, 74° 0′ E / 53.633°N,74.000°E | Kazakhstan                   | Passa a través del Balkhaix                                                                    |
| 43° 10′ N, 74° 0′ E / 43.167°N,74.000°E | Kirguizstan                  |                                                                                                |
| 40° 2′ N, 74° 0′ E / 40.033°N,74.000°E  | República Popular de la Xina | Xinjiang                                                                                       |
| 38° 32′ N, 74° 0′ E / 38.533°N,74.000°E | Tadjikistan                  |                                                                                                |
| 37° 17′ N, 74° 0′ E / 37.283°N,74.000°E | Afganistan                   |                                                                                                |
| 36° 50′ N, 74° 0′ E / 36.833°N,74.000°E | Pakistan                     | Gilgit-Baltistan - reclamat per Índia · Khyber-Pakhtunkhwa · Azad Kashmir - reclamat per Índia |
| 34° 42′ N, 74° 0′ E / 34.700°N,74.000°E | Índia                        | Jammu i Caixmir - reclamat per Pakistan                                                        |
| 34° 2′ N, 74° 0′ E / 34.033°N,74.000°E  | Pakistan                     | Azad Kashmir - reclamat per Índia                                                              |
| 33° 45′ N, 74° 0′ E / 33.750°N,74.000°E | Índia                        | Jammu i Caixmir - reclamat per Pakistan                                                        |
| 33° 37′ N, 74° 0′ E / 33.617°N,74.000°E | Pakistan                     | Azad Kashmir - reclamat per Índia · Punjab                                                     |
| 30° 30′ N, 74° 0′ E / 30.500°N,74.000°E | Índia                        | Panjab Rajasthan Gujarat Maharashtra Gujarat Maharashtra Goa                                   |
| 15° 1′ N, 74° 0′ E / 15.017°N,74.000°E  | Oceà Índic                   | Passa a l'est de l'illa Heard, Austràlia                                                       |
| 60° 0′ S, 74° 0′ E / 60.000°S,74.000°E  | Oceà Antàrtic                |                                                                                                |
| 68° 39′ S, 74° 0′ E / 68.650°S,74.000°E | Antàrtida                    | Territori Antàrtic Australià, reclamada per Austràlia                                          |